# Quarterback

Die Position des Quarterback in der I-Formation

Der Quarterback (QB), frühere Bezeichnung Blocking back (BB), ist eine Spielposition in der Offensivmannschaft beim American Football und Canadian Football.

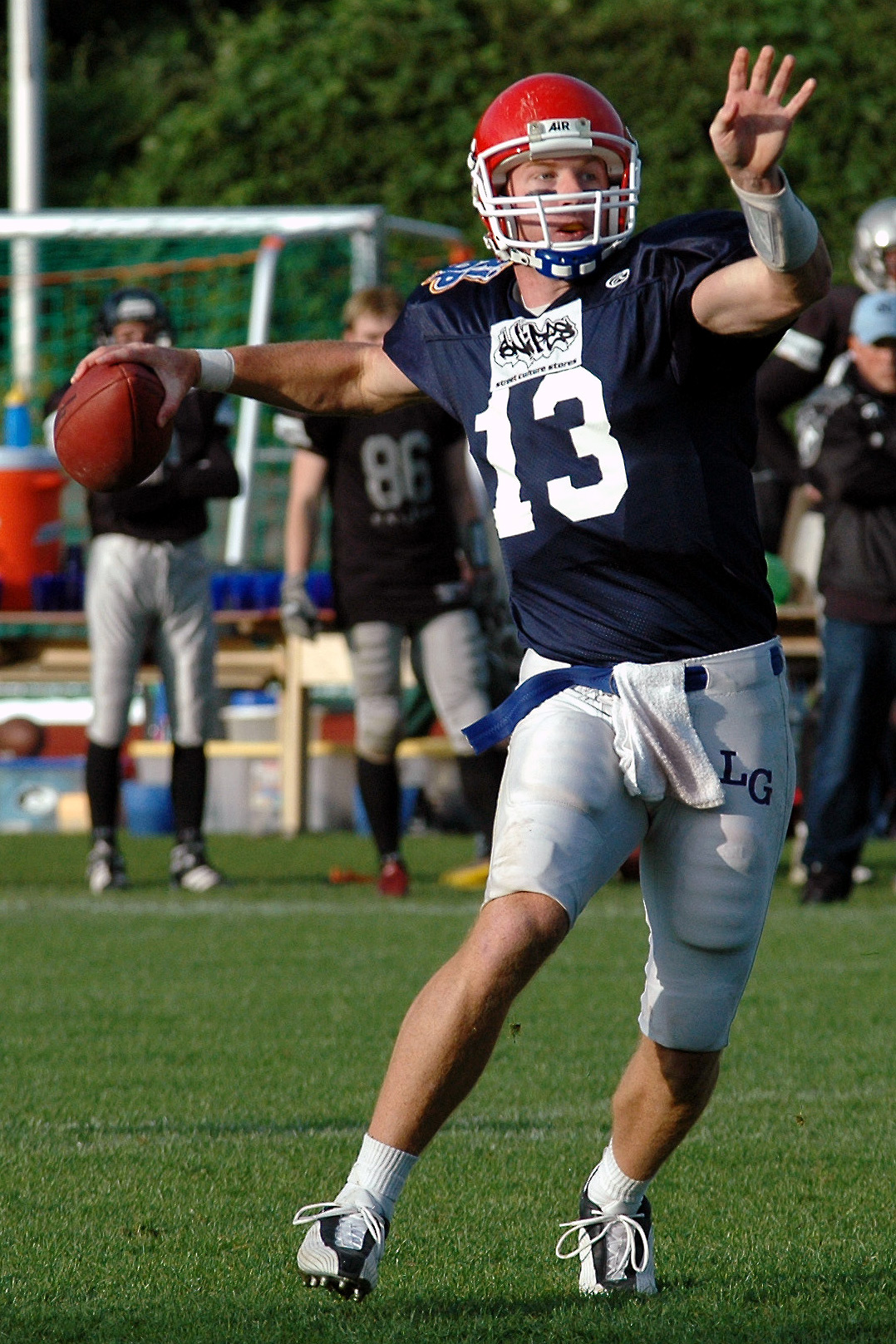
Ein Quarterback beim Werfen eines Passes

Der Quarterback ist der Spielgestalter und damit der Kopf der Offense. Er muss den nächsten Spielzug, der vom Trainer angegeben oder (heutzutage seltener) vom Quarterback selbst festgelegt wurde, seinem Team vermitteln und ihn dann umsetzen. Noch vor und auch während der Ausführung muss ein guter Quarterback in der Lage sein, den geplanten Spielzug an die Gegebenheiten und die Reaktionen der gegnerischen Defense anzupassen (Audible) und die beste ihm zur Verfügung stehende Möglichkeit auswählen.
Die Position des Quarterback ist die prestigeträchtigste im Footballteam und Sieg oder Niederlage der gesamten Mannschaft werden in der Öffentlichkeit gerade an seinem Spiel festgemacht.

## Grundlagen
Nach dem Snap, wenn der Quarterback den Ball von dem vor ihm stehenden Spieler, dem Center, erhält, wird er den Ball üblicherweise versuchen zu werfen oder ihn einem anderen Spieler übergeben. Er kann auch mit dem Ball laufen und selbst versuchen, Raumgewinn zu erzielen (Scrambling). Wird der Quarterback von der gegnerischen Defense hinter der Line of Scrimmage (LoS), der Linie, an der der Spielzug begann, mit dem Ball in der Hand zu Boden gebracht, spricht man von einem Sack und der Spielzug endet mit Raumverlust. Verliert er aber dabei den Ball, bevor er zu Boden gebracht wird, so ist dies ein Fumble, der Ball ist frei und kann von jedem Spieler, auch den Gegenspielern aufgenommen werden (Fumble Recovery).
Die Leistung eines Quarterbacks ist nur schwer in einer vergleichbaren Größe zu beschreiben. In Statistiken wird besonderer Wert auf die Passqualitäten eines Quarterbacks gelegt, die in dem Quarterback Rating zusammengefasst werden. Darüber hinaus sind aber natürlich seine Fähigkeiten gefragt, eine Mannschaft auch in kritischen Situationen zu motivieren und zu führen. Ein Quarterback, der in der Lage ist, in solchen Situationen das Heft in der Hand zu behalten und seine Mannschaft zu Punkten zu führen, gilt gemeinhin als wertvoller als ein Quarterback, der zwar bessere Statistiken aufweisen kann, aber diese Fähigkeit nicht besitzt. Des Weiteren kann die Fähigkeit, Druck von Seiten der Defense zu entgehen und durch „scramblen“ selbst Raum zu gewinnen, genauso hilfreich sein.
Ein Quarterback benötigt eine gewisse Körpergröße, da er während des Spielzuges über die eigene Offensive Line bzw. die gegnerische Defensive Line schauen muss. Als günstige Körpergröße gelten ca. 1,90 m („sechs Fuß und drei Inches“), dafür haben aber kleinere Spieler wie z. B. der 1,80 m große Russell Wilson den Vorteil, schneller auf den Beinen zu sein. Wichtig sind auch Nehmerqualitäten, um nach einem Quarterback Sack den Football nicht zu verlieren.

## Dual-Threat Quarterbacks
Ein sogenannter Dual-Threat Quarterback („doppelt gefährlicher Quarterback“) besitzt die Fähigkeiten und körperlichen Voraussetzungen, den Ball nicht nur zu passen, sondern auch selbst damit zu laufen, um Raumgewinn zu erzielen. Dies ist insbesondere notwendig, wenn die gegnerische Verteidigung häufig blitzt und der Quarterback somit wenig Zeit hat, einen Pass zu werfen. In diesem Fall ist es einem mobilen Quarterback eher möglich, den Verteidigern auszuweichen oder sie zu überlaufen. Zusätzlich macht es das Angriffsspiel weniger berechenbar.
Dual-Threat Quarterbacks haben im College-Football zumeist mehr Erfolg als in der NFL, wo insbesondere der „Option“-Spielzug zum Einsatz kommt. Dabei entscheidet der Quarterback spontan, ob er den Ball dem Runningback übergibt, selber damit losläuft oder ob er den Ball noch nach dem Loslaufen zum Runningback wirft. Die Verteidiger müssen sich in diesem Fall entscheiden, ob sie entweder die Mitte der Defensive Line für den Runningback schließen, dem Quarterback seitlich den Weg abschneiden oder den Runningback neben dem Quarterback attackieren. Entsprechend der Deckungsarbeit der verteidigenden Mannschaft muss der Quarterback dann in kürzester Zeit die meistversprechende Option auswählen. Außerdem gibt es Spielzüge, die darauf abzielen, dass der Quarterback mit dem Ball losläuft, was in der NFL auf Grund des Verletzungsrisikos, abgesehen vom Quarterback Sneak, insbesondere in den Anfangsjahren relativ selten war. Ausnahmen waren Steve Young und John Elway, die zusammen in fünf Super Bowls aufliefen. In neuerer Zeit gibt es jedoch mehr Dual-Threat Quarterbacks, angefangen mit Michael Vick, der in den frühen 2000er Jahren für Aufsehen sorgte, mittlerweile aber keine Ausnahme mehr darstellt. Auch Cam Newton der von 2011 bis 2019 bei den Carolina Panthers den Großteil der Quarterback-scrambling Rekorde gebrochen und neue aufgestellt hatte zählt unter den „Dual-Threats“ als einer der größten. Dem Quarterback der Philadelphia Eagles, Jalen Hurts gelangen beim Super Bowl des Jahres 2023 drei Touchdown-Läufe.

## Etymologie
1876 legte die American Intercollegiate Football Association erstmals einheitliche Regeln für American Football fest. Dabei wurden die Spieleranzahl auf 15 pro Team festgelegt (1880 auf elf reduziert) und für die Spielerpositionen Namen festgelegt. Neben den neun Spielern der Rushing Line gab es die Fullbacks, Threequarterback, Halfbacks und Quarterbacks. Diese Bezeichnungen bezogen sich jedoch nicht auf die Rolle, sondern auf die örtliche Position. Dabei wurde das Verhältnis der Entfernung zur ebenfalls neugeschaffenen Line of Scrimmage herangezogen. Der Quarterback war daher ein Viertel der Distanz des Fullbacks zur Line of Scrimmage zur selbigen entfernt.